# 北投陳濟棠墓園
25°07′51″N 121°30′22″E / 25.130733°N 121.506114°E
北投陳濟棠墓園，位於臺灣臺北市北投區奇岩里的丹鳳山，1954年建，墓地本為占地四千餘坪的國有地，後遭陳濟棠子女陳樹桓、陳寶馨於1992年變賣給建商，並摧毀文物，引起其他子女控訴。

## 歷史

### 建立

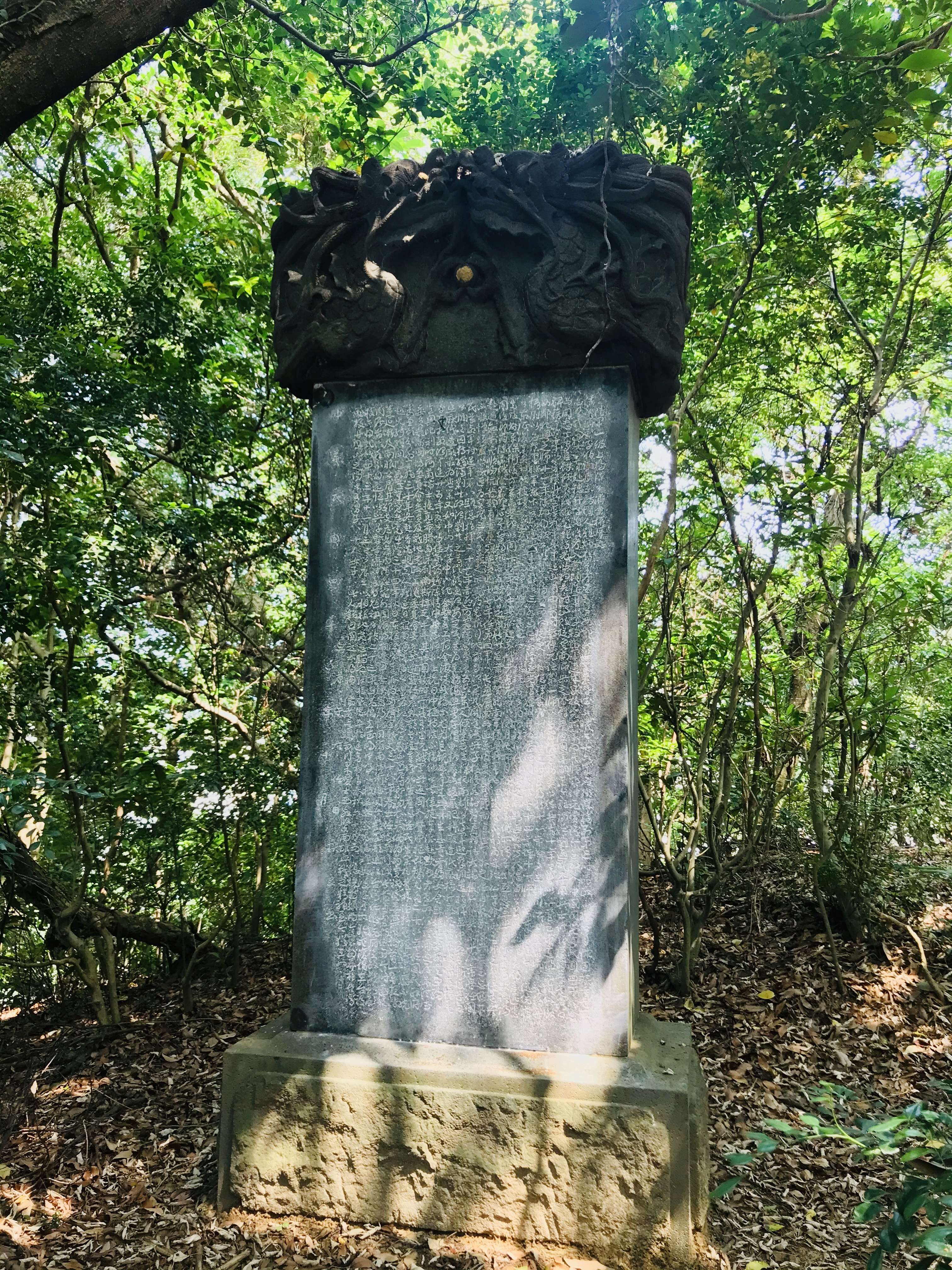
墓誌銘

1954年11月3日早，陳濟棠與妻陳馮錫如在北投法藏寺附近勘察德明中學來臺建校校址時，發生腦血管栓塞，同天在台北中心診所去世。次月5日中午，陳濟棠依以陸軍一級上將喪禮規定，鳴放禮砲十九響，安葬於北投丹鳳山之南側，由副總統陳誠主持，于右任、張群、王寵惠、何應欽、張道藩、俞鴻鈞、朱家驊、吳思信、馬超俊、張厲生、谷正綱、黃少谷、蔣經國、鄭彥棻、俞大維、黃鎮球、白崇禧、余漢謀、王懋功、徐傅霖、嚴家淦、彭孟緝、沈鴻烈、雷法章、馬紀壯、李揚敬等政要參加，送葬隊長達三公里。
為表揚遺族，國民黨政府將四千餘坪的國有地產權撥兒子陳樹桓與陳馮錫如共同持有。陳馮錫如為陳濟棠第四任妻子，丈夫過世數年後就改嫁到美國。陳濟棠十七名子女分別住在美國、加拿大、香港等地，無人在臺灣，因此委託楊姓人士照料墓園。守墓人為劉壽其，為陳濟棠老部屬。
1955年6月26日，舉行豎立墓碑典禮。

### 觀光
墓園設有石階步道、牌坊、涼亭、警衛室，還有時任監察院長于右任親筆撰的墓誌銘。曾設有紀念館，陳列陳濟棠衣物、照片。該墓與附近的陳查某墓、陽明山第一公墓，因有公園化的美觀，被記者讚賞。像是住在北投七虎籃球場旁的張拓蕪，寫作之餘就經常來此獨坐。除了德明商專師生曾會來此祭拜創辦人父親外、還曾是四海幫舉行學生入幫大會的場所。
墓地原有作為通往軍艦岩、丹鳳山的農產路，後隨農作型態減少，成為民眾、山友登山之路出入口。健行路線以軍艦岩可分兩條，往右可到情人廟，取左行可經丹鳳山到陳濟棠墓園。墓園石階前曾有一座遊覽告示牌，標示軍艦岩、鳥尖連峰、磺溪山、丹鳳山一帶的山勢。1978年1月18日，中興大學都市計劃研究所向建設局提出簡報，將該墓列為北投風景特定區重要遊憩據點。在1982年報導時，小販會在此供應冷熱飲給爬山客。

### 變賣

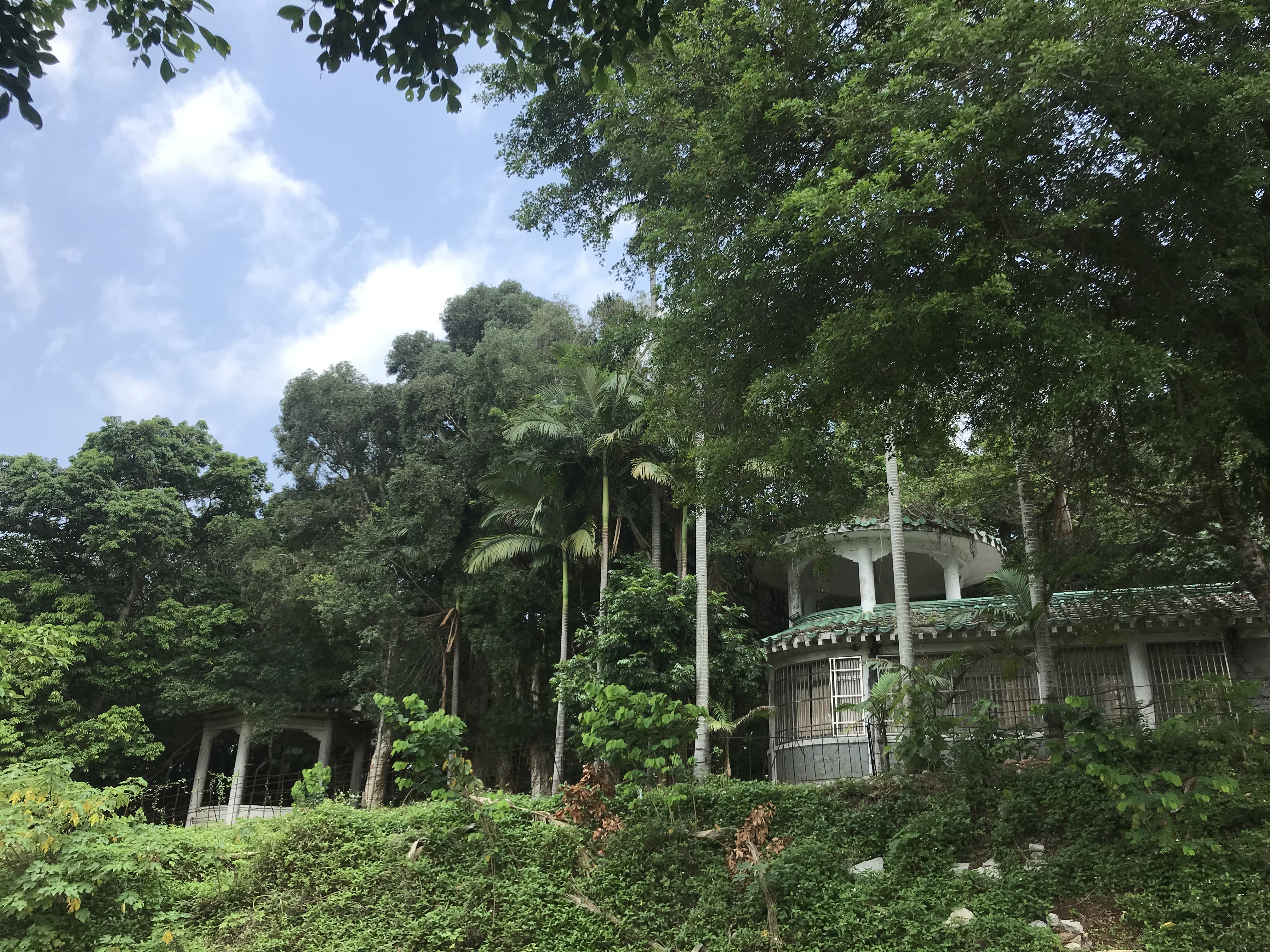
涼亭與警衛室

墓地初建時仍屬荒郊野外，土地不值錢。海外中美投資企業公司於1962年投資美金505萬元在墓園附近興建大批國民住宅，4月27日獲經濟部華僑及外國人投資審議委員會通過，墓地所在的奇岩里為開發成一些高級住宅區。1964年6月，陳馮錫如以新台幣30多萬元將她所持分的墓園土地權賣給陳濟棠女兒陳寶馨。
在1990年代初時，該墓地市價已至少新台幣上億元以上。1988年7月底，陳樹桓與妻子到美國造訪陳馮錫如，說想出售父親墓地，但未獲贊同，遭陳馮錫如女婿王贛駿當場指責子女要賣先人墳場，真是中國的奇事。
後來，陳樹垣至臺灣參加僑務會議時，陳寶馨出示了一份地圖與陳馮錫如的讓渡書，說父親墓園不久會被中華民國政府開路，破壞風水，所以倒不如委託由之前幫她賣德明商專的王雪娥代售。1992年6月16日，陳樹桓將委託書給王雪娥，同意支付守墓人劉壽其新台幣15萬元遣散費與60萬元墓園遷移費，費用從地價款中扣除，於舊金山公證。8月28日，王雪娥雇用三名工人將陳濟棠屍骨遷走。同年，王雪娥將墓地轉賣給陳田明。10月8日，陳樹桓控告王雪娥偽造契約書，控訴賣出價格太低。陳樹垣原要1億3000萬元，後來覺得不合理，又追加了5千2百萬元。11月，陳濟棠兒子陳樹潤從美國來臺灣祭拜父親，才發現墓已破壞、包括一個名號「三萬三」的翡翠玉戒指等貴重物品不翼而飛，於是向北投分局奇岩派出所報案。12月24日，陳馮錫如寄信給陳樹潤，寫對於陳樹桓授權給王雪娥賣墓地的事完全不知情。
1993年1月10日，陳樹家、陳樹柏、陳樹潤在舊金山發表共同撰寫的聲明，指責三兄陳樹桓喪盡天良、不孝敗德，未經繼母陳馮錫如同意，就將墓地賣給外人，更令人悲憤的是先父遺骨還失蹤，簽署人包括陳濟棠之弟陳濟南及陳馮錫如等廿一人。12日，士林分檢署檢察官陳俊宏表示，王雪娥在偵詢時稱挖墓時，只有遺骨與壽袍。14日，王雪娥至士林分檢署遞答辯狀，表示陳濟棠的遺骨經化成骨灰後，已交由孫媳陳張敏玲保管，已不在臺灣。16日，為阻止住在北加州聖馬刁縣的陳樹桓來臺灣取款，陳樹家、陳樹柏、陳樹潤於在北加州聖塔克拉拉召開記者會，發表第二次聯合聲明，說明將努力爭取墓地整個售款，全部撥作陳濟棠教育基金會，以為支助貧苦學生、造益社會及發展教育事業之用。26日，王贛駿從洛杉磯至臺灣控告。2月10日，陳樹垣託人將父親骨灰安葬於陈济棠夫妇合葬墓。18日，王雪娥再調派怪手拆毀墓樹、墓塚、蔣中正親筆題署的「懋績長昭」牌坊。
1993年9月2日，台北地檢署主任檢察官謝榮盛，向陳寶馨、王雪娥、及土地買主陳田明提起涉嫌共同偽造文書的公訴。次年春，台北地方法院對三名被告提出的權狀、印鑑及其他文件調查，認定陳馮錫如早於1964年將墓地賣給陳寶馨，陳寶馨、王雪娥、陳田明無罪。當年里民大會，里民反對開發。儘管建商取得建照，但被市府以丹鳳山位處危險順向坡，不准動工。

### 現狀

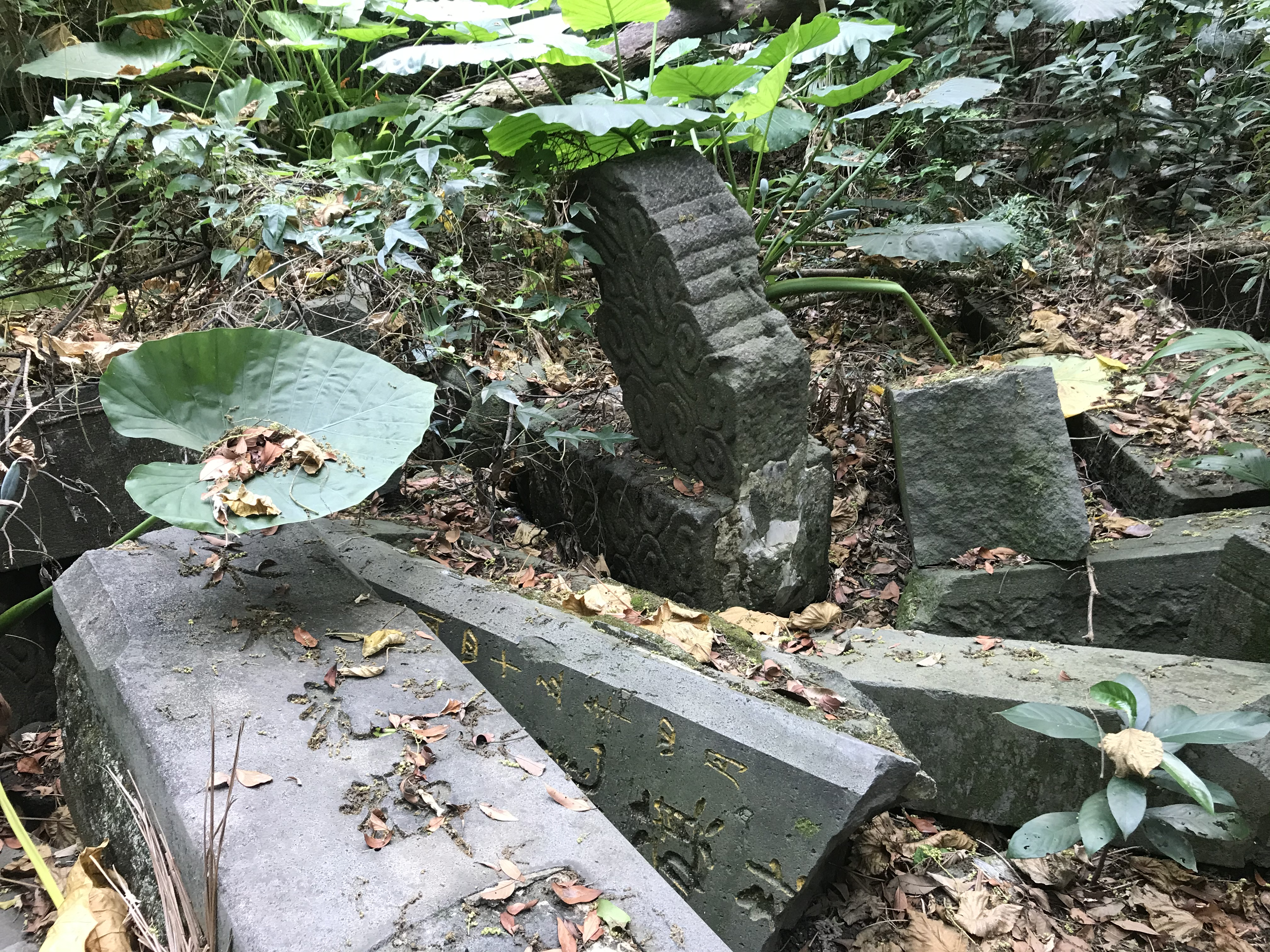
旌表石

奇岩里長賴進利表示，過去將軍墓皆對外開放，當遺骨遷走後墓園就遭莫名破壞，土地也轉賣給建商。像是旌表石、陳誠書刻的「名山枕丹鳳園林草木有光輝；高塚臥蒼龍旗鼓風雲空想像」石柱被摧毀。2000年12月8日，台北市文化局長龍應台來此，感嘆此墓是中國近代史上重要的見證，蓄意破壞是對歷史粗暴的不堪見證，希望文獻會出面進行相關文物復原、及文物移往德明技術學院作為公共藝術陳列。
台北市政府交通局第五科股長周志聖，指出丹鳳山登山道路因會過私人墓園，成為管理上的死角，安全維護有待相關單位如社會局共同配合研究改善之道。2017年，位在北投陳濟棠墓園的登山出入口遭地主關閉。